# Luka Pasturel
Luka Pasturel (2006) es un deportista francés que compite en ciclismo en la modalidad de trials. Ganó una medalla de plata en el Campeonato Mundial de Ciclismo Urbano de 2023, en la prueba por equipo.

## Palmarés internacional
| Campeonato Mundial | Campeonato Mundial     | Campeonato Mundial | Campeonato Mundial |
| Año                | Lugar                  | Medalla            | Competición        |
| ------------------ | ---------------------- | ------------------ | ------------------ |
| 2023               | Glasgow ( Reino Unido) | Medalla de plata   | Equipo mixto       |